# チャルトゥボ
チャルトゥボ（グルジア語: წყალტუბო、英: Tskhaltubo、Tsqaltubo）は、ジョージアの中西部（北緯42度19分35秒 東経42度36分02秒 / 北緯42.32639度 東経42.60056度付近）に位置する温泉街。イメレティ州チャルトゥボ地区の中心となる町で、33度から35度の源泉かけ流しラドン炭酸鉱泉が湧くリゾート地として知られる。ツカルトゥボとも表記される。
循環器病、神経過敏、女性の病、皮膚病に効く温泉が目玉だが、1970年代からは洞窟の涼しくきれいな空気にあたる「洞窟治療」も登場し、肺疾患に効果がある。
ソビエト連邦時代には年に12万5000人が訪れた。9軒の温泉の建物にスターリンのフリーズが見られるほか、彼のプライベートプールも見物できる。しかし、現在では年に700人ほどしか温泉客は訪れない。1993年から多くの宿泊施設がアブハジア紛争で生まれた難民の収容所として使われ、女性や子供を中心に9000人が暮らしている。

## ソビエト連邦の崩壊後
ソビエト連邦の崩壊後、チャルトゥボは劇的な衰退を経験した。かつては毎年何千人もの訪問者を引き寄せる人気のある温泉地でしたが、国家が支援する医療観光が崩壊したことで、この町は主要な経済基盤を失なった。ソビエト時代に豪華なサナトリウムや温泉施設の維持のために提供されていた資金も途絶え、観光客の数は大幅に減少した。かつてヨシフ・スターリンのような高官たちが利用していた多くの壮麗な建物は、次第に荒廃していった。
チャルトゥボにとってもう一つの打撃は、1992年から1993年にかけてのアブハジア戦争。この戦争後、多くの空いているホテルやサナトリウムが避難民の一時的な避難所として利用された。何千人もの避難民がこれらの建物に住み着き、このことがさらに衰退を加速させた。メンテナンスが行き届かず、修復のための資金も不足していたため、町のインフラは大部分で崩壊した。かつてソビエトの医療観光の宝石とされていたこの町は、今やポストソビエト時代の崩壊と経済停滞の象徴となった。かつては壮麗だった温泉施設や公園は、今日では多くが放置され、一部は避難民が住む廃墟と化し、彼らは困難な生活を送っている。